# 慕禮
马里（英語：Moray，/ˈmʌri/ 听ⓘ；蘇格蘭蓋爾語：或）是英国苏格兰的32个一级行政区之一。面积2,238km²，人口86,940。地处苏格兰北部，区域西南部属于苏格兰高地范围。马里的经济不发达，从事管理或专业工作的人口比例远低于苏格兰平均指标，而人均产值也分别低于苏格兰与英国平均值6%和12%。不过马里却是苏格兰少数几个预计出现人口增长的区域。马里的行政中心在埃爾金（Elgin），是苏格兰古镇之一，由于有大教堂，曾经也被称为“埃尔根市”。不过由于人口仅有25000余人，其不属于现在苏格兰正式的城市之一。